# Bischbach (Main)
Der Bischbach, auch Mühlbach genannt, ist ein knapp 2,5 km langer linker und nordöstlicher Nebenfluss des Mains auf der Marktheidenfelder Platte am Rande des Naturparks Spessart in Bayern.

## Verlauf

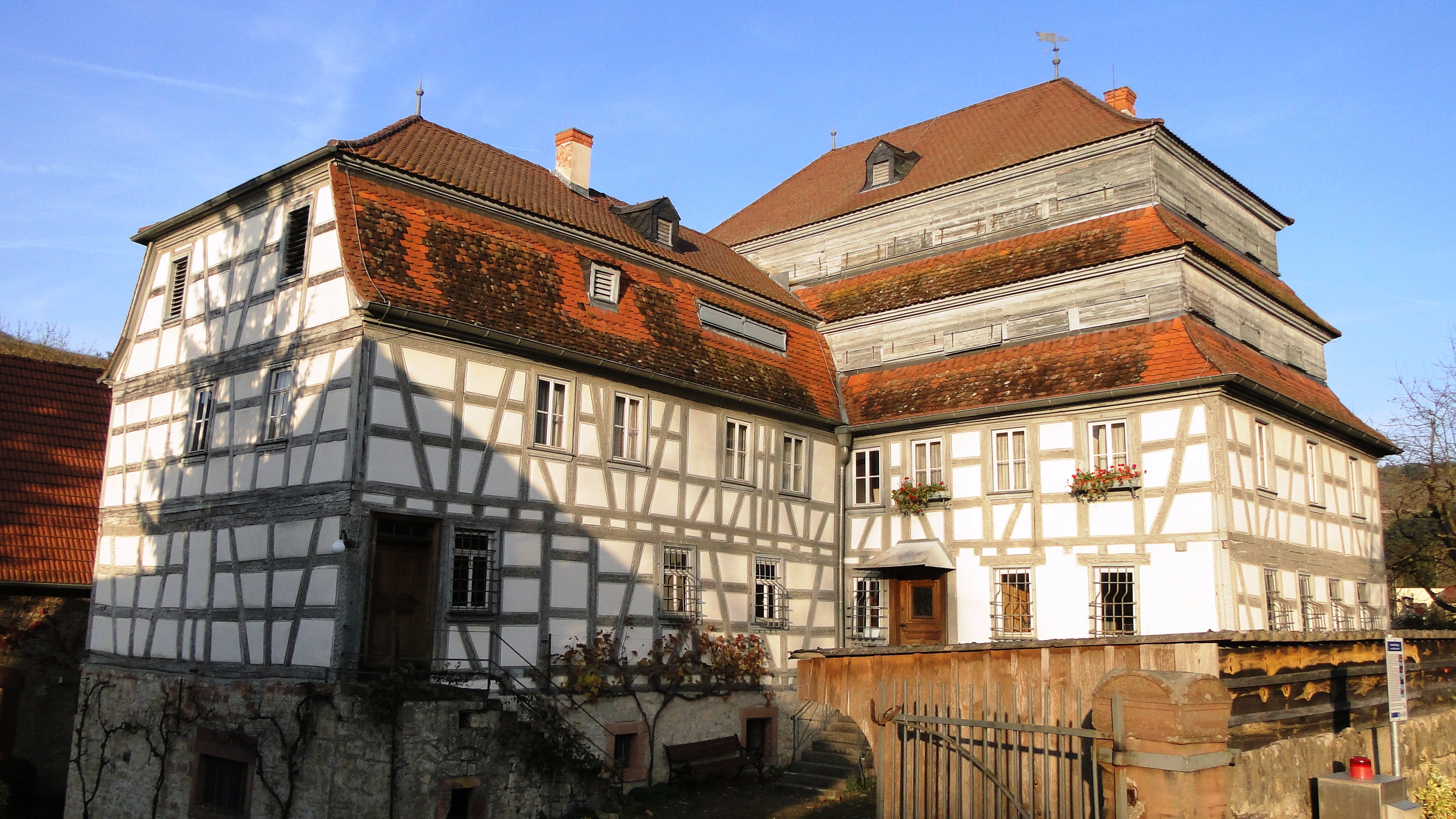
Museum Papiermühle Homburg

Der Bach, dessen oberes Tal Hübschberggraben genannt wird, entspringt nordöstlich des Triefensteiner Ortsteiles Homburg zwischen den Hochebenen-Vorsprüngen Lerchenberg und Hübschenberg. Auf seinem Verlauf in Richtung Südwesten begleitet ihn nahe eine Straße, die von der Kreisstraße MSP 42 durch sein Tal zur Staatsstraße 2299 im Maintal hinabführt. Auf der ersten Hälfte seines Laufes zieht er in freier Flur, oft unter Weinbergen am linken Hang. Danach durchfließt er Homburg, das in einer kleinen Talspinne liegt; dabei fließt er am Museum Papiermühle Homburg vorbei und danach weitgehend verrohrt weiter. Er unterquert zuletzt die Staatsstraße 2299 und den Main-Radweg, bevor er in den Main mündet.